# Rasclet de l'Orinoco
El rasclet de l'Orinoco  (Laterallus levraudi) és una espècie d'ocell de la família dels ràl·lids (Rallidae) que habita llacunes i pantans del nord de Veneçuela.